# رولف لارسن
رولف لارسن (بالنرويجية: Rolf Kristian Larsen)‏ (و. 1983  م) هو ممثل أفلام نرويجي، ولد في ستافانغر.

## وصلات خارجية
- رولف لارسن على موقع IMDb (الإنجليزية)
- رولف لارسن على موقع ألو سيني (الفرنسية)
- رولف لارسن على موقع أول موفي (الإنجليزية)
- رولف لارسن على موقع قاعدة بيانات الأفلام السويدية (السويدية)
- رولف لارسن على موقع قاعدة بيانات الفيلم (الإنجليزية)
- رولف لارسن على موقع كينوبويسك (الروسية)